# Liste de personnalités mortes dans un accident de transport
 (novembre 2019).
- Si vous ne connaissez pas le sujet, laissez ce bandeau (vous pouvez alors contacter les auteurs).
- Si vous supprimez le contenu mis en cause (vous pouvez préalablement contacter les auteurs),

argumentez précisément cette suppression dans la page de discussion
(un manque de référence n'est pas un argument ; une recherche réelle de référence doit avoir été effectuée, être formellement documentée).

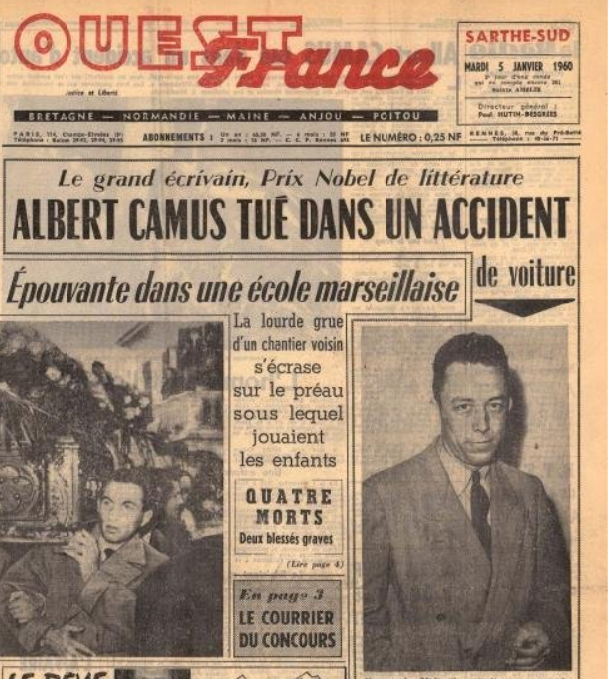
Le mardi 5 janvier 1960, Ouest-France titre : « Le grand écrivain, Prix Nobel de littérature Albert Camus tué dans un accident de voiture ».

Cette page propose une liste de personnalités mortes dans un accident de transport.

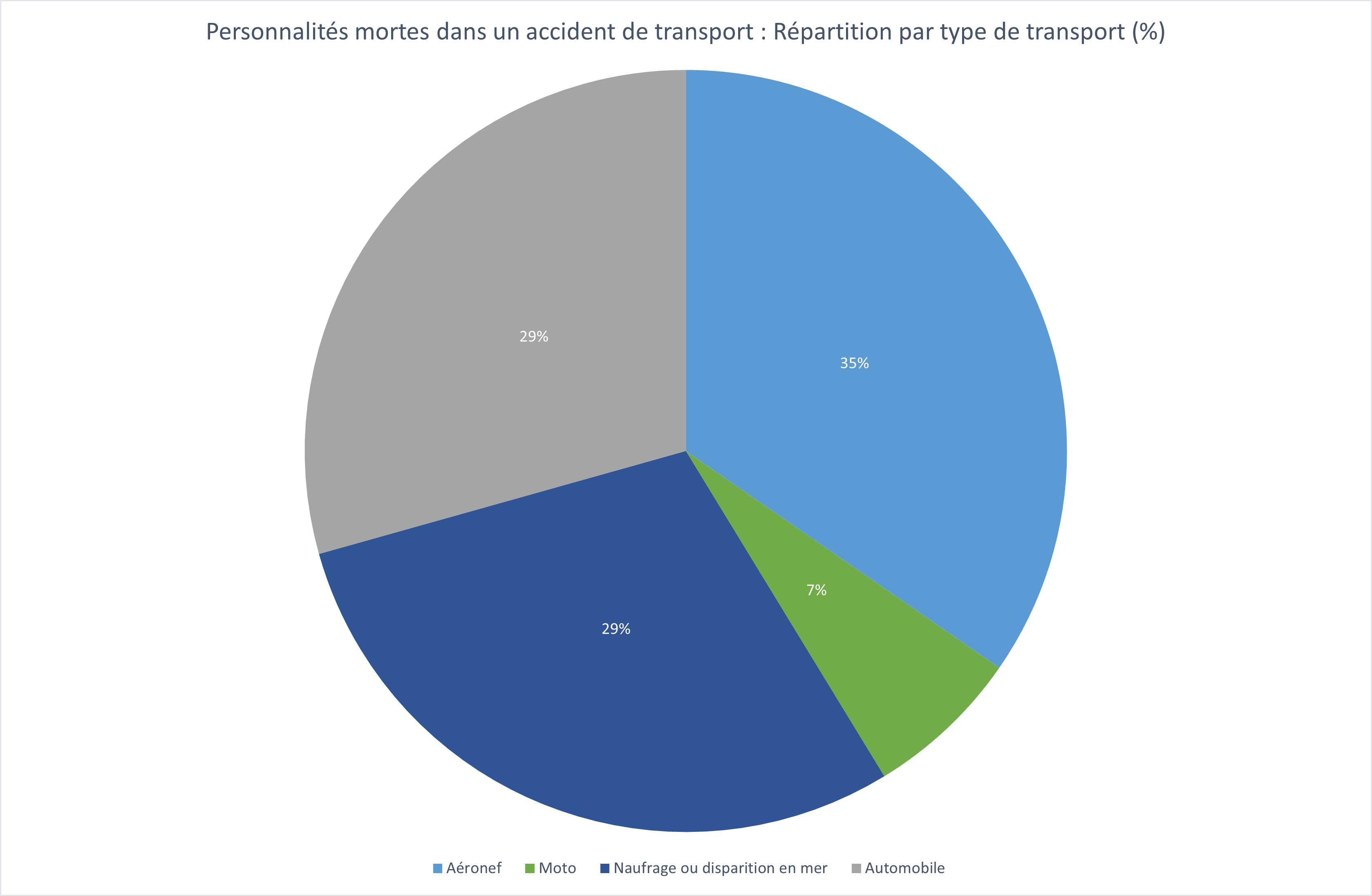
Personnalités mortes dans un accident de transport : Répartition par type de transport (%)

## Aéronef
- 1896 : 

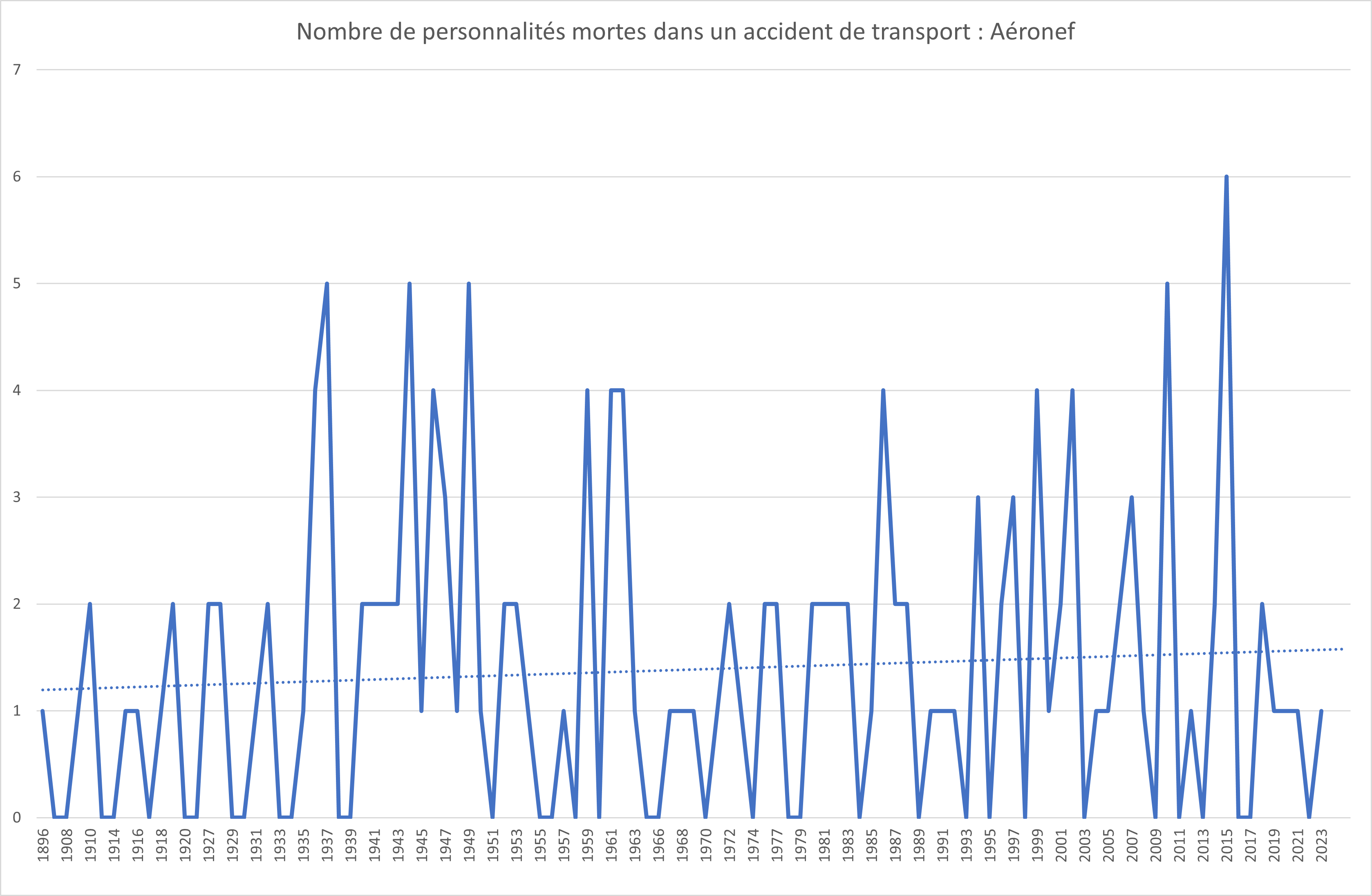
Nombre de personnalités mortes dans un accident de transport : Aéronef

  - Otto Lilienthal, pionnier allemand de l'aéronautique
- 1909 :
  - Ferdinand Ferber, aviateur français
- 1910 :
  - Géo Chávez, aviateur franco-péruvien
  - Charles Rolls, aviateur britannique et fondateur de Rolls-Royce
- 1915 : 
  - Gaston Caudron, pionnier français de l'aviation
- 1916 :
  - Marcel Brindejonc des Moulinais, aviateur français
- 1918 :
  - Roland Garros, aviateur français
- 1919 :
  - Élise Deroche, aviatrice française
  - Jules Védrines, aviateur français
- 1927 :
  - Charles Nungesser, aviateur français
  - François Coli, aviateur français, mort en compagnie du précédent
- 1928 :
  - Roald Amundsen, explorateur norvégien
  - Maurice Bokanowski, homme politique français
  - Yves du Manoir, Rugbyman français
- 1931 :
  - Joseph Le Brix, pilote français de l'aviation maritime
- 1932 : 
  - Marcel Goulette, ingénieur et aviateur français
  - Alfred Lang-Willar, homme d'affaires international français et personnalité du Tout-Paris
- 1935 :
  - Carlos Gardel, chanteur argentin
- 1936 :
  - Jean Mermoz, aviateur français
  - José Sanjurjo, général insurgé espagnol
  - Juan de la Cierva y Codorníu, ingénieur espagnol et inventeur de l'autogire
  - Arvid Lindman, ex-premier ministre suédois, mort en compagnie du précédent
- 1937 :
  - Emilio Mola, général insurgé espagnol
  - Amelia Earhart, aviatrice américaine
  - Georges-Donatus de Hesse-Darmstadt, grand-duc de Hesse
  - Cécile de Grèce, grande-duchesse de Hesse, morte en compagnie du précédent
  - Éléonore de Solms-Hohensolms-Lich, grande-duchesse douairière de Hesse, morte en compagnie des précédents
- 1940 :
  - Henri Guillaumet, aviateur français
  - Marcel Reine, aviateur français
- 1941 :
  - Amy Johnson, aviatrice britannique
  - Charles Huntziger, général français, ministre de la Guerre du régime de Vichy
- 1942 :
  - Carole Lombard, actrice américaine
  - Prince George, duc de Kent, quatrième fils du roi George V et frère du roi George VI
- 1943 :
  - Władysław Sikorski, militaire et premier ministre polonais
  - Leslie Howard, acteur britannique sur vol BOAC 777
- 1944 :
  - Glenn Miller, musicien américain
  - Joseph Patrick Kennedy Jr., fils aîné de Joseph Patrick Kennedy et frère de John Fitzgerald Kennedy et de Robert Francis Kennedy
  - Antoine de Saint-Exupéry, aviateur et écrivain français
  - Lionel de Marmier, organisateur des Forces aériennes françaises libres
  - Iossif Outkine, poète et journaliste soviétique
- 1945 :
  - Subhash Chandra Bose, nationaliste indien
- 1946 :
  - Maryse Hilsz, militaire et aviatrice française
  - Charles Hautier, aviateur suisse
  - Franz von Hoesslin, chef d'orchestre et compositeur allemand, mort en compagnie du précédent
  - Francis Salabert, éditeur de musique français
- 1947 :
  - Philippe Leclerc, maréchal français
  - Prince Gustave-Adolphe de Suède, fils du roi Gustave VI Adolphe et père du roi Charles XVI Gustave
  - Grace Moore, actrice américaine, morte en compagnie du précédent
- 1948 :
  - Kathleen Kennedy Cavendish, deuxième fille de Joseph Patrick Kennedy et sœur de John Fitzgerald Kennedy et de Robert Francis Kennedy
- 1949 :
  - Bernard Boutet de Monvel, peintre, graveur, illustrateur, sculpteur et décorateur français
  - Marcel Cerdan, boxeur français
  - Kay Kamen, instigateur des produits dérivés Disney
  - Ginette Neveu, violoniste française
  - Blanca Estela Pavón, actrice mexicaine
- 1950
  - François-Jean Armorin, journaliste français
- 1952 :
  - Lise Topart, actrice française
  - Maryse Bastié, aviatrice française
- 1953 :
  - Jacques Thibaud, violoniste français
  - René Herbin, compositeur et pianiste français, mort en compagnie du précédent
- 1954 : 
  - pandit Ami Chandra, enseignant, syndicaliste et homme politique fidjien
- 1957 :
  - Pedro Infante, acteur mexicain
- 1959 :
  - Barthélemy Boganda, homme politique, président du gouvernement centrafricain
  - Buddy Holly, musicien américain
  - Ritchie Valens, chanteur américain, mort en compagnie du précédent
  - Jiles Perry Richardson dit « The Big Bopper », chanteur américain, mort en compagnie des précédents
- 1961 :
  - Dag Hammarskjöld, secrétaire général des Nations unies
  - Gregory Kelley, patineur artistique américain
  - Bradley Lord, patineur artistique américain
  - Dudley Richards, patineur artistique américain
- 1962 :
  - Enrico Mattei, président de la compagnie pétrolière italienne ENI
  - Ron Flockhart, pilote automobile
  - Justin Catayée, homme politique français, député de Guyane
  - Albert Thomas Gaston Béville (nom de plume Paul Niger), écrivain, administrateur et militant français
- 1963 :
  - Patsy Cline, chanteuse country américaine
- 1967 :
  - Otis Redding, chanteur américain
- 1968 :
  - Youri Gagarine, cosmonaute russe
- 1969 :
  - Rocky Marciano, boxeur américain
- 1971 :
  - Lin Biao, dirigeant de la république populaire de Chine
- 1972 :
  - Prince William de Gloucester, fils aîné de Henry, duc de Gloucester et cousin de la reine Élisabeth II
  - Roberto Clemente, joueur portoricain de baseball
- 1973 :
  - Jim Croce, chanteur, compositeur et guitariste américain
- 1975 :
  - Tony Brise, pilote automobile
  - Graham Hill, pilote automobile, mort en compagnie du précédent
- 1977 :
  - Carlos Pace, pilote automobile brésilien
  - Ronnie Van Zant, chanteur américain et fondateur du groupe de rock Lynyrd Skynyrd
- 1980 :
  - Anna Jantar, chanteuse polonaise. L'avion s'écrase à l'aéroport de Varsovie-Chopin
  - Francisco Sá Carneiro, Premier ministre portugais
- 1981 :
  - Jaime Roldós Aguilera, président de l'Équateur alors en exercice
  - Omar Torrijos, chef d'État du Panama
- 1982 :
  - Randy Rhoads, guitariste américain
  - Harald Ertl, pilote automobile
- 1983 :
  - Fanny Cano Damián, actrice et productrice mexicaine de cinéma et de télévision
  - Jorge Ibargüengoitia Antillón, écrivain mexicain
- 1985 :
  - Rick Nelson, chanteur américain de rock et de country
- 1986 :
  - Daniel Balavoine, chanteur français
  - Thierry Sabine, organisateur de courses et coureur automobile français
  - François-Xavier Bagnoud, pilote d'hélicoptère suisse
  - Samora Machel, premier président du Mozambique
- 1987 :
  - Michel Baroin, grand maître du Grand Orient de France.
  - Dean Paul Martin, acteur américain et pilote de chasse, se tue aux commandes de son F-4, il était le fils de l'acteur et crooner Dean Martin
  - Henry Liddon, directeur sportif du TTE-Team Toyota Europe, et ex-copilote de rallye automobile
- 1988 :
  - Muhammad Zia-ul-Haq, président du Pakistan
  - José Dolhem, pilote automobile
- 1990 :
  - Stevie Ray Vaughan, guitariste américain
- 1991 :
  - Alain Prieur, cascadeur français
- 1992 :
  - Mary Santpere, actrice espagnole
- 1994 :
  - Juvénal Habyarimana, président du Rwanda
  - Cyprien Ntaryamira, président du Burundi, mort en compagnie du précédent
  - Frank Wells, président et directeur des opérations de la Walt Disney Company
- 1996 :
  - Marcel Dadi, guitariste français
  - Michel Breistroff, international français de hockey sur glace
- 1997 :
  - Marie-Soleil Tougas, comédienne canadienne
  - Jean-Claude Lauzon, réalisateur canadien
  - John Denver, chanteur, musicien et compositeur américain
- 1999 :
  - John Fitzgerald Kennedy Jr., fils du président John Kennedy
  - Carolyn Bessette, épouse du précédent
  - Kemal Sunal, acteur turc
  - Payne Stewart, golfeur professionnel américain
- 2000 :
  - Mel Carnahan, gouverneur du Missouri
- 2001 :
  - Aaliyah Dana Haughton, chanteuse américaine
  - Mélanie Thornton chanteuse américaine
- 2002 :
  - Alexandre Lebed, militaire et homme politique russe
  - Lionel Poilâne, boulanger français
  - Paul Wellstone, sénateur du Minnesota
  - Lucien Roo Kimitete, autonomiste marquisien, homme politique français, disparu accidentellement en avion le 23 mai 2002 lors d'une tournée électorale pour les législatives dans l'archipel des Tuamotu.
- 2004 :
  - Boris Trajkovski, président de la république de Macédoine
- 2005 :
  - John Garang, chef de la rébellion du Sud-Soudan
- 2006 :
  - Pablo Santos, acteur mexicain
  - Cory Lidle, joueur américain de baseball
- 2007 :
  - Guadalupe Larriva, ministre équatorienne de la Défense
  - Colin McRae, pilote de rallye britannique
  - Steve Fossett, homme d'affaires américain
- 2008 :
  - Juan Camilo Mouriño, économiste mexicain
- 2009 : 
  - Pedro Luiz d'Orléans-Bragance, prince brésilien
- 2010 :
  - Lech Kaczyński, président de la Pologne
  - Maria Kaczyńska, épouse du président de la Pologne, morte en compagnie du précédent
  - Ryszard Kaczorowski, ancien président de la république de Pologne en exil, mort en compagnie des précédents
  - Maciej Płażyński, homme politique polonais, mort en compagnie des précédents
  - Stanisław Komorowski, diplomate polonais, mort en compagnie des précédents
- 2012 :
  - Jenni Rivera, chanteuse américano-mexicaine
- 2014 :
  - Joep Lange, chercheur néerlandais spécialisé dans le traitement du VIH / sida.
  - Christophe de Margerie, cadre français, directeur général de Total du 13 février 2007 au 21 mai 2010, président-directeur général jusqu’à sa mort, le 20 octobre.
- 2015 :
  - Florence Arthaud, navigatrice française
  - Camille Muffat, nageuse française, morte en compagnie du précédent
  - Alexis Vastine, boxeur français, mort en compagnie des précédentes
  - Oleg Bryjak, baryton allemand
  - Maria Radner, contralto allemande
  - James Horner, compositeur de musique de film
- 2018 :
  - Vichai Srivaddhanaprabha, homme d'affaires et milliardaire thaïlandais. Propriétaire du club de football anglais Leicester City.
  - Andrea Manfredi, coureur cycliste italien
- 2019 : 
  - Emiliano Sala, footballeur argentin, transporté dans un bimoteur, disparu au-dessus de la Manche. Il devait se rendre à Cardiff pour commencer à jouer avec son nouveau club.
- 2020 :
  - Kobe Bryant, ancien joueur de basket-ball américain au Los Angeles Lakers, Sa fille Gianna Maria-Onore, âgée de 13 ans, meurt aussi dans l'accident.
- 2021 :
  - Olivier Dassault, photographe portraitiste, homme politique et homme d'affaires français.
- 2023:
  - Denys Monastyrsky, ministe ukrainien de l'intérieur.
  - Gérard Leclerc, journaliste de radio et de télévision français.
  - Evgueni Prigojine, oligarque russe, fondateur du groupe paramilitaire Wagner.
  - Dmitri Outkine, militaire russe, membre du groupe paramilitaire Wagner.
- 2024: 
  - Sebastián Piñera, ancien président de la république du Chili[1].
  - Ebrahim Raïssi, homme politique iranien, président de la république islamique d'Iran (2021-2024).
  - Malek Rahmati, homme politique iranien.
  - Hossein Amir Abdollahian, homme politique iranien.

## Moto
- 1935 : 

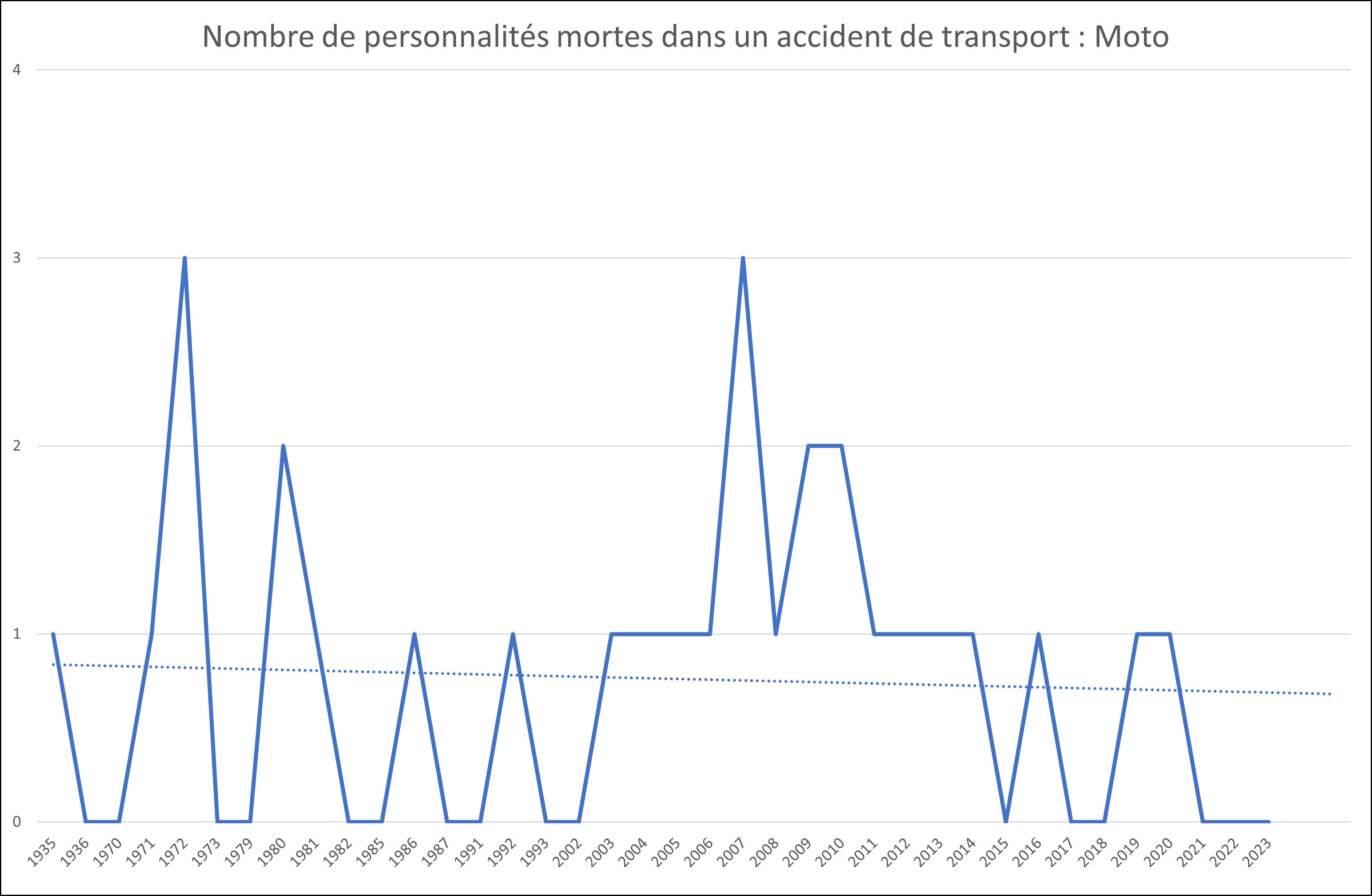
Nombre de personnalités mortes dans un accident de transport : Moto

  - Thomas Edward Lawrence dit Lawrence d'Arabie, officier et aventurier anglais
- 1971 : 
  - Duane Allman, guitariste américain (The Allman Brothers Band)
- 1972 :
  - Renzo Pasolini, pilote vitesse moto italien
  - Jarno Saarinen, pilote vitesse moto finlandais
  - Berry Oakley, bassiste américain (The Allman Brothers Band)
- 1980 : 
  - Patrick Pons, pilote vitesse moto  français
  - Olivier Chevallier, pilote vitesse moto français
- 1981 : 
  - Michel Rougerie, pilote vitesse moto français
- 1986 : 
  - Michel Gérard Joseph Colucci dit Coluche, humoriste et comédien français
- 1992 : 
  - Gilles Lalay, pilote français de rallye-raid. Tué lors du Rallye Dakar 1992.
- 1995 : 
  - Sergei Shupletsov, skieur acrobatique russe.
- 2003 : 
  - Daijiro Kato, pilote vitesse moto japonais
- 2004 : 
  - Richard Sainct, pilote français de rallye-raid
- 2005 : 
  - Fabrizio Meoni, pilote italien de rallye-raid
- 2006 : 
  - Andy Caldecott, pilote australien de rallye-raid
- 2007 :
  - Elmer Symons, pilote moto sud-africain
  - Eric Aubijoux, pilote moto français
  - Norifumi Abe, ex-pilote moto vitesse japonais
- 2008 : 
  - Lee Eon, acteur sud-coréen
- 2009 :
  - Yasmine Belmadi, acteur français
  - Timoteï Potisek, pilote de motocross français
- 2010 :
  - Shoya Tomizawa, pilote vitesse moto japonais
  - Andrew McFarlane, pilote de motocross australien
- 2011 : 
  - Marco Simoncelli, pilote vitesse moto italien
- 2012 : 
  - Mitch Lucker, chanteur américain
- 2013 : 
  - Kurt Caselli, pilote moto américain de rallye-raid
- 2014 : 
  - Andrea De Cesaris, ex-pilote de F1 italien
- 2016 : 
  - Luis Salom, pilote vitesse moto espagnol
- 2019 : 
  - DJ Arafat, disc-jokey ivoirien
- 2020 : 
  - Hermine de Clermont-Tonnerre, personnalité mondaine française, morte à l'hôpital après un mois de coma.

## Naufrage ou disparition en mer
- 1120 : 

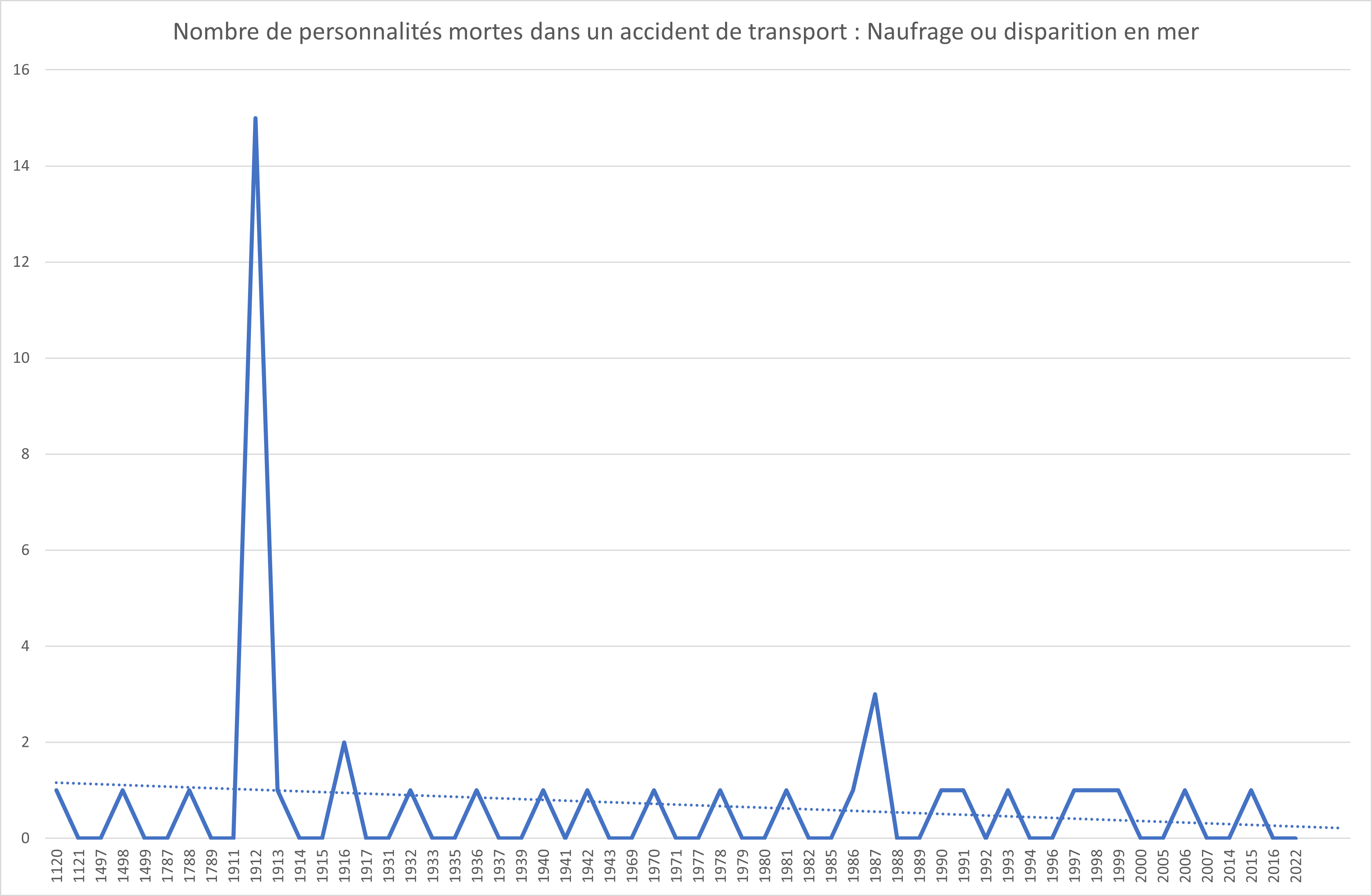
Nombre de personnalités mortes dans un accident de transport : Naufrage ou disparition en mer

  - Guillaume Adelin, seul fils légitime du roi Henri I d'Angleterre
- 1498 : 
  - John Cabot, explorateur vénitien
- 1788 : 
  - Jean-François de La Pérouse, explorateur français
- 1912 : (ces pertes sont liées au naufrage du Titanic)
  - Thomas Andrews, architecte naval anglais
  - John Jacob Astor IV, homme d'affaires américain
  - Archibald Butt, militaire américain
  - Jacques Futrelle, écrivain américain
  - Benjamin Guggenheim, homme d'affaires américain
  - Charles Melville Hays, homme d'affaires américain
  - Francis Davis Millet, peintre et essayiste américain
  - Isidor Straus, homme politique et d'affaires américain
  - Ida Straus, l'épouse du précédent
  - George Dunton Widener, homme d'affaires américain
  - Edward Smith, navigateur anglais
  - Henry Wilde, navigateur anglais
  - William McMaster Murdoch, navigateur écossais
  - James Paul Moody, navigateur anglais
  - Jack Phillips, opérateur radio anglais
- 1913 : 
  - Rudolf Diesel, ingénieur allemand
- 1916 :
  - Enrique Granados, compositeur espagnol
  - Horatio Kitchener, maréchal britannique
- 1932 : 
  - Albert Londres, journaliste français
- 1936 : 
  - Jean-Baptiste Charcot, médecin et explorateur français
- 1940 : 
  - Jean Venturini, poète français
- 1942 : 
  - Gabriel Busiau, Officier des Forces navales françaises libres (FNFL)
- 1970 : 
  - Félix Gaillard, homme d'Etat français
- 1978 : 
  - Alain Colas, navigateur français
- 1981 : 
  - Natalie Wood, actrice américaine
- 1984 :
  - Arnaud de Rosnay, surfeur et photographe français
- 1986 :
  - Loïc Caradec, navigateur français
- 1987 : 
  - Didier Pironi, ex-pilote F1 et pilote off-shore français
  - Bernard Giroux, journaliste français, mort avec ce dernier
  - Jean-Claude Guénard, ingénieur de F1 français, mort avec ces derniers
- 1990 : 
  - Stefano Casiraghi, prince de Monaco et homme d'affaires italien
- 1991 : 
  - Robert Maxwell, magnat de la presse britannique
- 1993 : 
  - Steve Olin et Tim Crews, joueurs américains de baseball
- 1997 : 
  - Gerry Roufs, navigateur canadien
- 1998 : 
  - Éric Tabarly, navigateur français
- 1999 : 
  - Paul Vatine, navigateur français
- 2006 : 
  - Edouard Michelin, gérant de Michelin
- 2015 :
  - Laurent Bourgnon, navigateur suisse
- 2023:
  - Stockton Rush, entrepreneur américain
  - Hamish Harding, explorateur et homme d'affaires britannique,
  - Paul-Henri Nargeolet, explorateur et plongeur sous-marin français,
- 2024: 
  - Mike Lynch (homme d'affaires), entrepreneur technologique britannique.

## Automobile
- 1932 : 

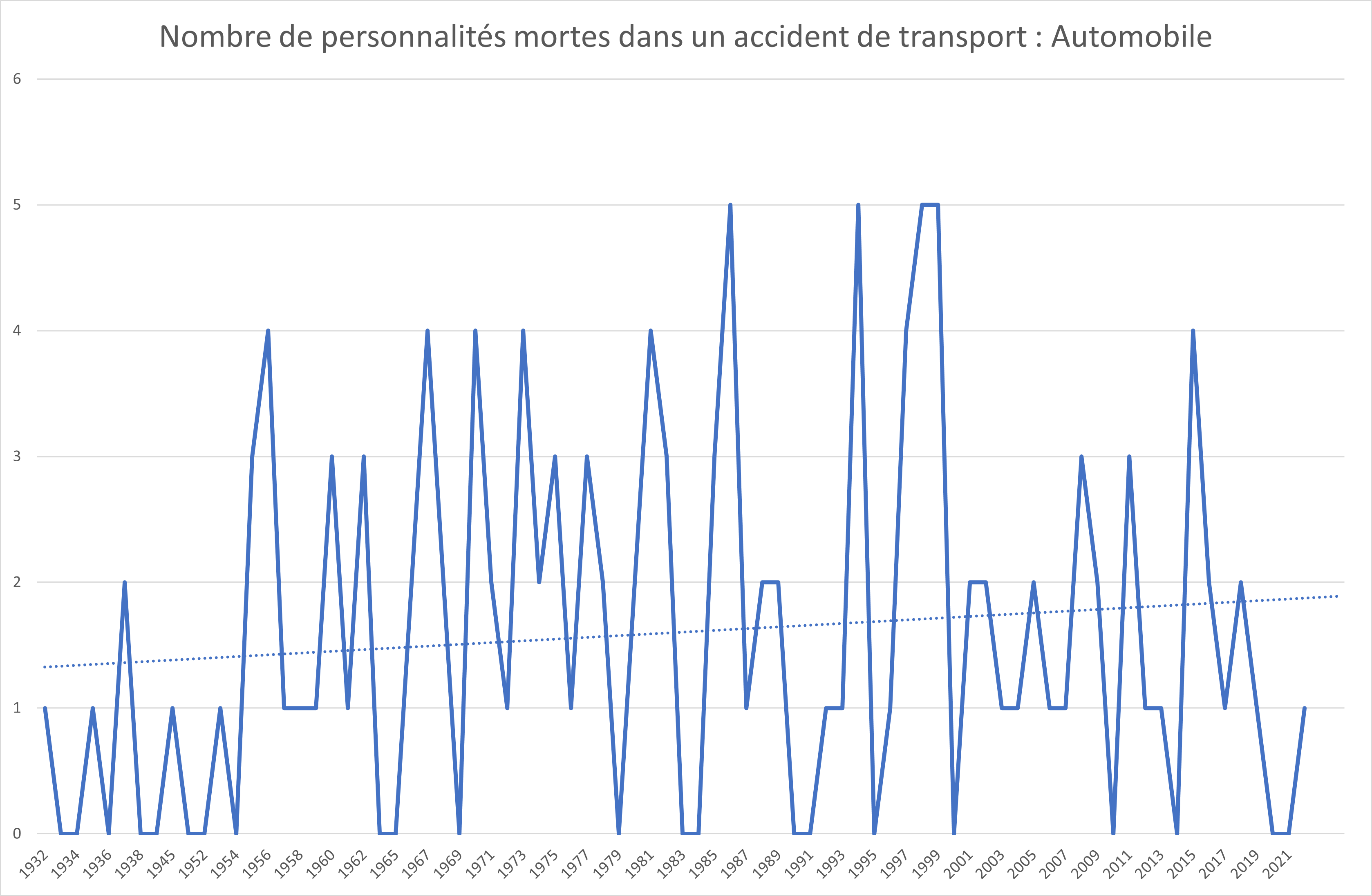
Nombre de personnalités mortes dans un accident de transport : Automobile

  - Lucien Lesna, coureur cycliste et aviateur français
- 1935 : 
  - Astrid de Suède, Astrid Sofia Lovisa Thyra Bernadotte, épouse de Léopold III, quatrième reine des Belges
- 1937 :
  - Bessie Smith, chanteuse américaine
  - Pierre Michelin, industriel français
- 1939 : 
  - Richard Seaman, coureur automobile britannique, survenu lors du Grand Prix automobile de Belgique 1939
- 1945 : 
  - George Patton, général américain
- 1953 : 
  - Jean Marco, chanteur français
- 1955 :
  - Pierre Lefaucheux, directeur de Renault
  - Bob Gordon, saxophoniste baryton américain
  - James Dean, acteur américain
- 1956 :
  - Jackson Pollock, peintre américain
  - Michael Ventris, philologue britannique
  - Clifford Brown, trompettiste de jazz américain
  - Richie Powell, pianiste de jazz américain
- 1957 : 
  - Dennis Brain, musicien britannique
- 1958 : 
  - Peter Collins, coureur automobile britannique, survenu lors du Grand Prix automobile d'Allemagne 1958
- 1959 : 
  - Mike Hawthorn, coureur automobile
- 1960 :
  - Albert Camus, écrivain français
  - Michel Gallimard, éditeur français, mort en compagnie du précédent
  - Eddie Cochran, chanteur américain
- 1961 : 
  - Scott LaFaro, contrebassiste de jazz américain
- 1962 :
  - Roger Nimier, écrivain français
  - Jean-René Huguenin, écrivain français
  - André Réwéliotty, clarinettiste et chef d'orchestre de jazz français
- 1966 : 
  - Giuseppe Farina, coureur automobile, vainqueur du Championnat du monde de Formule 1 1950
  - Ken Miles, coureur automobile britannique
- 1967 :
  - Nicole Berger, actrice française
  - Junie Astor, actrice française
  - Françoise Dorléac, actrice française
  - Jayne Mansfield, actrice américaine
  - Lorenzo Bandini, coureur automobile italien, survenu lors du Grand Prix automobile de Monaco 1967
- 1968 :
  - Jim Clark, coureur automobile britannique, champion du monde de Formule 1 1963 et 1965
  - Jo Schlesser, coureur automobile français, survenu lors du Grand Prix automobile de France 1968
- 1969 :
  - Alexandra, chanteuse allemande

- 1970 :
  - Théo Sarapo, chanteur franco-grec
  - Bruce McLaren, coureur automobile britannique
  - Jochen Rindt, coureur automobile autrichien, survenu lors du Grand Prix automobile d'Italie 1970
  - James Fisher, naturaliste britannique
- 1971 :
  - Joseph Siffert, coureur automobile suisse
  - Jean Pierre Monseré, coureur cycliste (champion du monde sur route 1970)
- 1972 : 
  - André Boyer-Mas, ecclésiastique et diplomate français
- 1973 :
  - Roger Williamson, coureur automobile britannique, survenu lors du Grand Prix automobile des Pays-Bas 1973
  - Fernand Raynaud, humoriste français
  - François Cevert, coureur automobile français
  - Bella Bellow, chanteuse togolaise
- 1974 :
  - Tim Horton, joueur canadien de hockey et restaurateur
  - Peter Revson, coureur automobile américain
- 1975 :
  - Jean Vaugien, militaire français
  - Pierre Blaise, acteur français
  - Mark Donohue, coureur automobile
- 1976 : 
  - Ivo Van Damme, athlète belge
- 1977 :
  - Pierre Clastres, ethnologue français
  - Marc Bolan, chanteur britannique
  - Tom Pryce, coureur automobile britannique
- 1978 :
  - Ronnie Peterson, coureur automobile suédois
  - Maurice Tillieux, auteur de bande dessinée belge
- 1980 : 
  - Patrick Depailler, coureur automobile français
  - Jean Robic , coureur cycliste français
  - Dahmane El Harrachi,chanteur algérien
- 1981 :
  - Steve Currie, chanteur britannique
  - Mike Hailwood, coureur automobile et ex-pilote moto britannique
  - Jean-Michel Caradec, chanteur français
  - Bronislaw Malinowski, athlète polonais, champion olympique du 3.000 m steeple en 1980 à Moscou
- 1982 :
  - Gilles Villeneuve, coureur automobile canadien, survenu lors de la pratique pour le Grand Prix automobile de Belgique 1982
  - Grace Kelly, princesse de Monaco et ex-actrice américaine
  - Riccardo Paletti, coureur automobile italien
- 1985 :
  - Per-Eric Lindbergh, joueur suédois de hockey
  - Stefan Bellof, coureur automobile allemand
  - Manfred Winkelhock, coureur automobile allemand
- 1986 :
  - Elio De Angelis, coureur automobile italien
  - Jo Gartner, coureur automobile autrichien, survenu lors du 24 Heures du Mans 1986
  - Bertrand Fabi, coureur automobile québécois
  - Henri Toivonen, pilote de rallye automobile finlandais
  - Sergio Cresto, copilote de rallye automobile italo-américain (mort avec ce dernier)
- 1987
  - Moustache, batteur de jazz et acteur français
- 1988 :
  - Charles Correia, sculpteur français.
  - Jean-Pierre Stirbois, homme politique français
- 1989 :
  - Kazimierz Deyna, footballeur polonais
  - Valérie Quennessen, actrice française
- 1992 : 
  - Alexander Dubček, ancien secrétaire général du Parti communiste tchécoslovaque
- 1993 : 
  - Dražen Petrović, basketteur croate
- 1994 :
  - François Marty, cardinal, archevêque émérite de Paris
  - Ayrton Senna, coureur automobile brésilien, survenu lors du Grand Prix automobile de Saint-Marin 1994
  - Roland Ratzenberger, coureur automobile autrichien, survenu lors de la practique pour le Grand Prix automobile de Saint-Marin 1994
  - Boris Roatta, jeune acteur français
  - Roberto Balado, boxeur cubain, champion olympique poids super-lourds en 19921995:

- 1995:

Carlos Monzon, boxeur argentin, champion du monde des poids moyens
- 1996 :
  - Moshoeshoe II, roi du Lesotho
- 1997 :
  - Diana Spencer, princesse de Galles
  - Dodi Al-Fayed, milliardaire égyptien, mort en compagnie de la précédente
  - Eugene M. Shoemaker, un des fondateurs de la planétologie et co-découvreur de la comète Shoemaker-Levy 9
  - Ivan Yarygin, lutteur russe, champion olympique en 1972 et 1976
- 1998
  - Falco, chanteur autrichien
  - Władysław Komar, athlète polonais, champion olympique du lancer du poids
  - Kamel Messaoudi, chanteur algérien d'origine kabyle de chaâbi (des rumeurs non fondées circulèrent évoquant un éventuel assassinat du chanteur)
  - Alan J. Pakula, réalisateur américain
  - Tadeusz Ślusarski, athlète polonais, champion olympique de saut à la perche (décédé aux côtés de W.Komar)
- 1999 :
  - Luc Borrelli, footballeur français
  - Steve Chiasson, joueur canadien de hockey
  - Tara Römer, acteur français
  - Desmond Llewelyn, acteur dit Q dans la série de films 007
  - Greg Moore, coureur automobile canadien
- 2001 :
  - Jean Besré, acteur québécois
  - Michele Alboreto, coureur automobile italien
- 2002 :
  - Patrick Schulmann, réalisateur français
  - Lisa Lopes, chanteuse et actrice américaine
- 2003 : 
  - Vadim Schneider et Jaclyn Linetsky : jeunes acteurs canadiens (tous deux âgés de 17 ans et acteur de la série télévisée 15/A)
- 2004 : 
  - Helmut Newton, photographe
- 2005
  - André Pousse, acteur français
- 2006 : 
  - Clay Regazzoni, coureur automobile suisse
- 2007 : 
  - Tose Proeski, chanteur macédonien
- 2008 :
  - Bronisław Geremek historien médiéviste et homme politique polonais
  - Jorg Haider, homme politique autrichien
  - François Sterchele, footballeur et international belge
- 2009 :
  - Yasmine Belmadi, acteur français
  - Jocelyn Quivrin, acteur français
- 2011 :
  - Christian Bakkerud, coureur automobile danois
  - Ryan Dunn, membre de Jackass
  - Dan Wheldon, coureur automobile britannique
- 2012 : 
  - Yves Niaré, athlète lanceur de poids français
- 2013 : 
  - Paul Walker, acteur américain
- 2015 :
  - Jerry Collins, joueur de rugby à XV néo-zélandais
  - Jules Bianchi, coureur automobile français
  - Justin Wilson, coureur automobile britannique
  - Sergey Sharikov, escrimeur russe, double champion olympique
- 2016 :
  - Black, chanteur britannique
  - Viola Beach, les quatre membres du groupe britannique de pop-rock et leur manager.
- 2017 : 
  - Gonzague Saint-Bris, écrivain, historien et journaliste français
- 2018 :
  - Paul Otchakovsky-Laurens, éditeur français
  - Ophélie Longuet, danseuse et professeur de danse classique française.
- 2019 : 
  - Anthoine Hubert, pilote automobile français
- 2022 : 
  - Anne Heche, actrice, réalisatrice, scénariste et productrice américaine.
- 2025 : 
  - Kouaro Yves Chabi, homme politique béninois.
  - Diogo Jota , footballeur portugais

## Chemin de fer
- 1830 : 
  - William Huskisson, politique britannique (percuté par la locomotive Fusée de Stephenson ; première personnalité notable tuée dans un accident de chemin de fer) ;
- 1842 : 
  - Jules Dumont d'Urville, explorateur français ;
- 1913 : 
  - Louis Hémon, auteur français percuté par un train en Ontario ;
- 1933 : 
  - Pierre Villey, universitaire français spécialiste de la littérature française du XVIe siècle.

## Chute de cheval
- 1482 : 
  - Marie de Bourgogne, fille de Charles le Téméraire
- 1702 : 
  - Guillaume III, roi de Grande-Bretagne (mort probablement des suites d'une blessure après une chute de cheval).
- 1780 :
  - Nicolas Gilbert, écrivain français
- 1824 : 
  - Théodore Géricault, peintre français
- 1842 : 
  - Ferdinand-Philippe d'Orléans, Prince Royal, héritier du trône de France (se brise la tête sur un pavé après avoir été projeté de sa calèche à la suite de l'emballement de ses chevaux).
- 1850 : 
  - Robert Peel, politique et ex-premier ministre britannique (des suites d'une blessure après une chute de cheval).
- 1852 : 
  - Rémy Isidore Joseph, comte Exelmans, maréchal de France
- 1987 : 
  - Roy Kinnear, acteur britannique (des suites d'une blessure après une chute de cheval durant le tournage d'un film).

## Autres
- 1854 : 
  - Frédéric-Auguste II, roi de Saxe (Allemagne; foulé par un cheval après être tombé de son véhicule hippomobile)
- 1899 : 
  - Ernest Chausson, compositeur français (accident de bicyclette)
- 1906 : 
  - Pierre Curie, physicien français (écrasé par un camion hippomobile)
- 1916 : 
  - Émile Verhaeren, poète belge (il meurt accidentellement, ayant été poussé par la foule, sous les roues d'un train)
- 1926 : 
  - Antoni Gaudí, architecte espagnol (renversé par un tramway)
- 1927 : 
  - Isadora Duncan, danseuse américaine (morte étranglée par son écharpe qui s'est prise dans la roue de sa voiture)
- 1944 : 
  - Arthur Quiller-Couch, écrivain anglais (heurté par une voiture)
- 1980 : 
  - Roland Barthes, critique littéraire et sémiologue français (fauché par une camionnette d'une entreprise de blanchisserie)
- 1985 :
  - Philippe de Dieuleveult, journaliste et animateur français (accident de rafting)
- 1988 : 
  - Nico, ancienne chanteuse du Velvet Underground, actrice et mannequin, meurt à l'hôpital d'une hémorragie cérébrale consécutive à une chute de bicyclette sur l'île d'Ibiza
- 1989 : 
  - Lars-Erik, pilote de rallye automobile suédois (percuté en tant que spectateur par un concurrent du Rallye de Monte-Carlo 1989)
- 1991 : 
  - Michel d'Ornano, homme politique français (renversé par une camionnette de livraison à Saint-Cloud)
- 1997 : 
  - Jean-Edern Hallier, écrivain français (accident de bicyclette)
- 1997 : 
  - Jacqueline Delubac, actrice française (heurtée par un vélo)
- 1998 : 
  - Patrice Alexsandre, acteur français (renversé par un motard)
- 2000 : 
  - Louis Nucera, écrivain français (écrasé par une voiture alors qu'il faisait du vélo)
- 2000 : 
  - Kirsty McColl, chanteuse britannique (en plongée, heurtée par un bateau)
- 2010 : 
  - Jean-Michel Baron, ex-pilote de motocross et de rallye-raid français (mort après 24 années de coma, des suites de sa chute au Rallye Paris-Dakar 1986)
- 2012 : 
  - Theo Angelopoulos, cinéaste grec (renversé par un motard)
- 2013 : 
  - María de Villota, pilote automobile espagnole (morte 15 mois après, certainement des causes de son terrible accident du 3 juillet 2012)
- 2015 : 
  - Jules Bianchi, pilote automobile français de Formule 1 (mort après neuf mois de coma, des suites de ses blessures au GP de Suzuka du 5 octobre 2014)
- 2020 : 
  - Orson Bean, acteur américain (renversé par deux chauffards différents).
- 2021 : 
  - Lisa Banes, actrice américaine renversée par une trottinette électrique.
- 2022 : 
  - Emmanuel de La Taille, journaliste français, renversé par un camion.
- 2023 :
  - Kenneth Paul Block dit Ken block, homme d'affaires, pilote de rallye professionnel et pionnier du Gymkhana américain (Accident de motoneige).